# 许智宏
许智宏（1942年10月14日—），男，江苏无锡人，中国生物学家、中国科学院院士。目前为北京大学现代农学院院长、北京大学生命科学学院教授、中国科学院上海植物生理研究所研究员，兼任植物分子遗传国家重点实验室学术委员会主任。曾任中国科学院副院长、中国细胞生物学会理事长、中国植物学会副理事长、中国生物工程学会副理事长。
许智宏教授长期从事植物发育生物学、植物细胞培养及其遗传操作、植物生物工程的研究。在植物发育、组织和细胞培养以及生物工程领域，已发表论文、综述、专著共200多篇（册）。

## 生平
1965年，许智宏毕业于北京大学生物系植物学专业。随后考上了中国科学院上海植物生理研究所研究生，毕业后留在该所长期工作。1979年至1981年，先后在英国约翰依奈斯研究所和诺丁汉大学从事研究工作。从1983年起，开始担任上海植物生理研究所副所长、所长兼植物分子遗传国家重点实验室主任的职务。1992年10月至2003年2月，任中国科学院副院长一职。1994年，获香港大学荣誉教授称号。1995年和1997年10月分别当选为第三世界科学院院士和中国科学院院士。1999年12月至2008年11月任北京大学校长。在任校长九年期间，创建北京大学为世界一流大学的计划被正式确定为国家战略，原北京大学与原北京医科大学合并，被认为迎来了建校以来最好的发展时期。2006年，曾任第十一届国际组织培养与生物技术大会主席。2012年6月，任中国科学院学部第五届科学道德建设委员会主席。
2018年，北京大学现代农学院成立。北京大学经研究决定，聘任许智宏为现代农学院院长。

## 轶事
在许智宏年少时，就对大自然产生了浓厚的兴趣，经常与小伙伴们出门玩耍，例如爬树、抓虫子、钓金鱼等。因此，在许智宏回到母校无锡市辅仁高级中学时回忆道如何考上北京大学时，戏称“考北大生物系完全是（小时候）‘玩出来’的”。在许智宏开始从事教学工作后，他不断地向学生们强调对兴趣的专注在学习研究中十分重要。哪怕是有北京大学的毕业生选择成为一名猪倌，许智宏也会支持他们的选择。许智宏认为，只要是真心喜欢某件事情，并专心地把它做到极致，一样可以获得巨大的成功。许智宏还认为，生物多样性的研究不分国界，要注重东南亚青年人才的培养，不断强化科研力量。